# Pompeo Balzardi
Pompeo Balzardi (Antrona Schieranco, 31 ottobre 1898 – ...) è stato un politico italiano.